# 空中分列

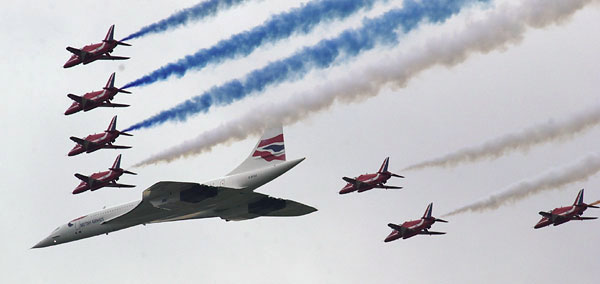
紅箭飛行表演隊和协和式客机在2002年6月4日在伦敦白金汉宫，為慶祝伊利沙伯二世登基金禧紀念而進行的空中分列

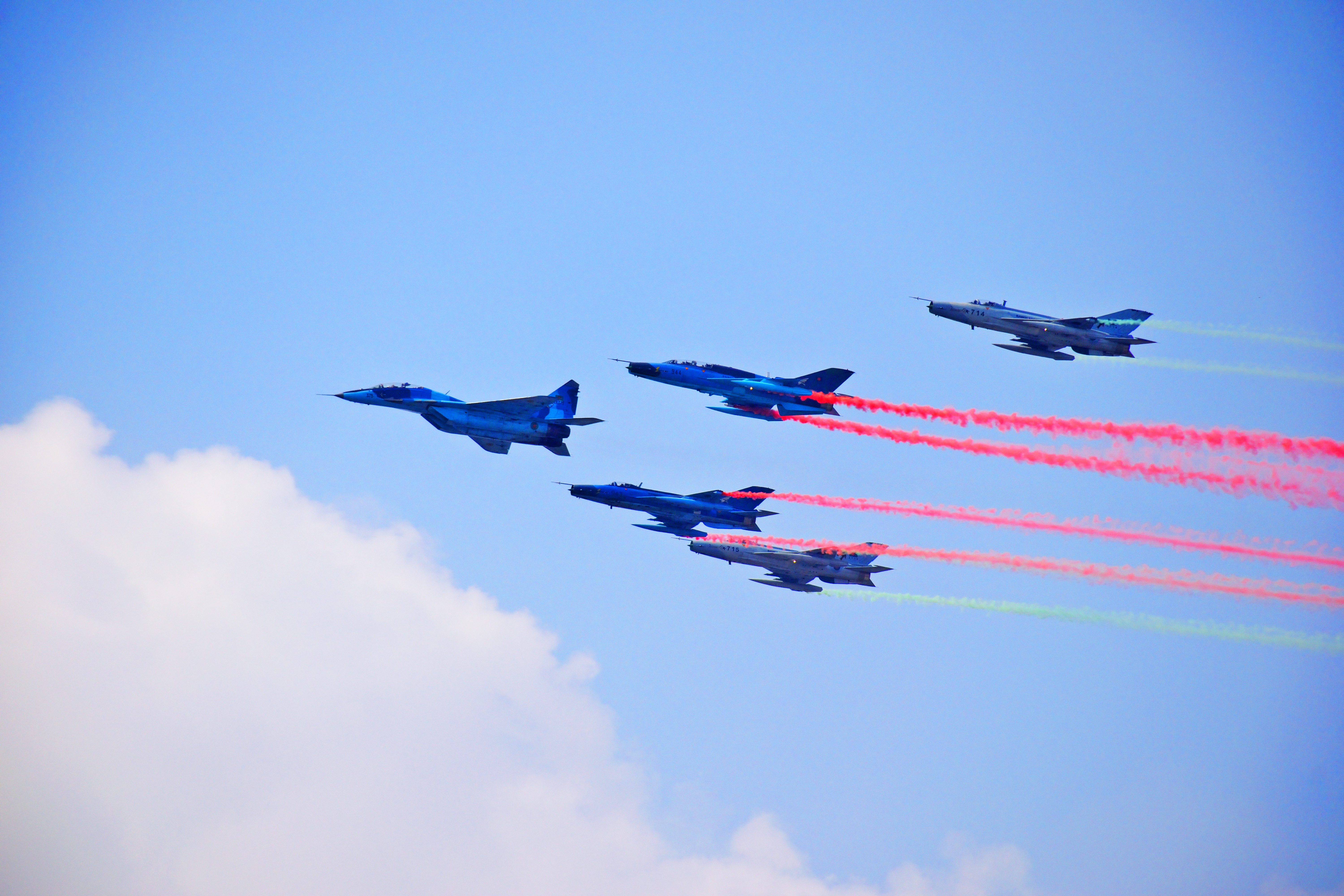
2016年米格-29和殲-7在孟加拉進行的空中分列

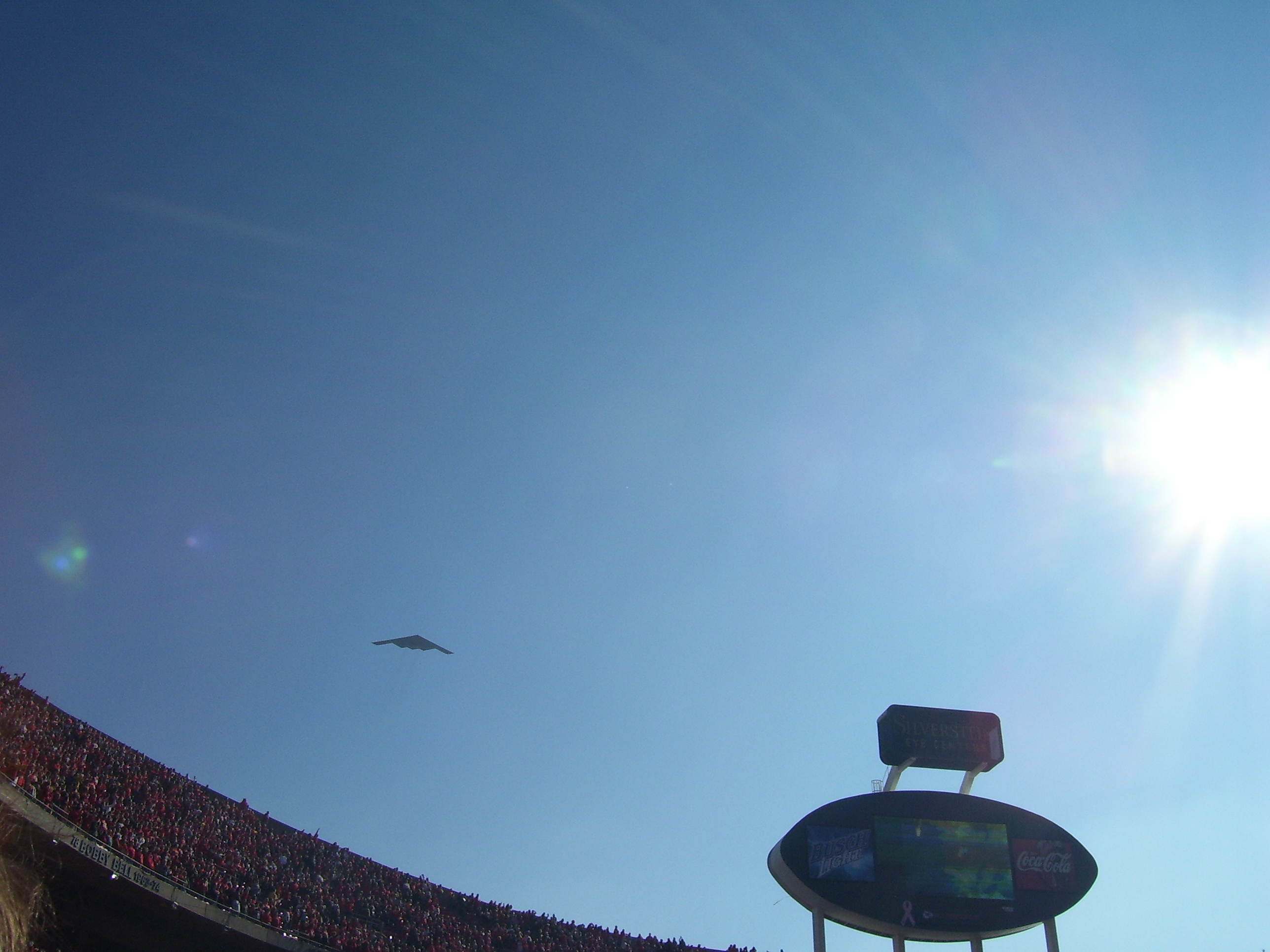
美國軍隊常在非正式閱兵場合展示，圖為NFL開幕式空軍飛越

空中分列（flypast）是由一架或是多架飛機進行的紀念性或是榮譽性飛行。英國及英联邦常用flypast，美國則常用flyover或flyby。
空中分列一般會和皇家或全國性的活動、週年、慶典有關，偶爾也會因為喪禮（缺席隊形）或是紀念性的原因進行。有時空中分列會因為要紀念某人或是讚揚某型的飛機而舉行。空中分列和遊行有關，類似在空中的遊行隊伍。有些空中分列會在媒體或是報章雜誌中描述為「歷史性的」。
在英國，空中分列是公開場合或是紀念儀式中的一部份，其作用是特殊型式的敬礼。空中分列可以向大眾表達重視、展示飛機及飛行技術、也是一種娛樂，例如每年軍旗敬禮分列式之後的空中分列。空中分列一般會對應國內的某種里程碑，可能是個人性的、對某地區或群體的、對軍隊的、及對國家的。空中分列可以表達對個人的重視，或是紀念特定地點的事件。空中分列可以表達對飛機的重視。規模有大有小，有經過陸地的，也有經過海面的，有時也和紀念及有謝有關。
英联邦的國家，特別是新加坡、加拿大及澳大利亚，常在國慶時出現空中分列。

## 外部連結
- Photographs of King George Review of 6 July 1935
- Official programme of Victory Parade in London 8 June 1946, including flypast （页面存档备份，存于）
- Report on Queen's presentation in July 2003 of Royal Navy colour （页面存档备份，存于）
- Pictures of the flypast and other events at the 125th anniversary of the sinking of the Eliza Adams lifeboat （页面存档备份，存于）
- Helicopter and Red Arrow displays at Trafalgar 200 （页面存档备份，存于）, 28 June 2005
- The Lord Mayor's Show, which begins with a flypast
- Photographs of flypast for Trooping the Colour 2004 （页面存档备份，存于）
- BBC photograph (Image no. 10) of Italy World Cup 2006 celebratory flypast （页面存档备份，存于）